# 마쓰다이라 사다쿠니 (1728년)
마쓰다이라 사다쿠니(일본어: 松平定邦, 1728년 10월 16일 ~ 1790년 7월 18일)는 에도 시대의 다이묘로, 시라카와번의 2대 번주이다. 어릴적 이름은 구메지로(久米次郎)이다.
선대 번주 마쓰다이라 사다요시의 맏아들로 태어났다. 1770년, 아버지가 사망하자 그 뒤를 이어 번주가 되었다. 노령을 이유로 일찍부터 데릴사위 마쓰다이라 사다노부에게 실권을 넘겨주었고, 1783년 음력 10월 16일에 사다노부에게 번을 물려주고 은거하였다. 1790년, 에도에서 사망하였다.
| 전임 마쓰다이라 사다요시 | 제2대 시라카와번 번주 (히사마쓰 마쓰다이라가) 1770년 ~ 1783년 | 후임 마쓰다이라 사다노부 |